# Travis Ismaiel
Pas d'image ? Cliquez ici

a Compétitions nationales et continentales officielles uniquement.

b Matchs officiels uniquement.
Dernière mise à jour le 3 mai 2024.
Travis Ismaiel, né le 2 juin 1992 au Cap (Afrique du Sud), est un joueur international sud-africain de rugby à XV, évoluant au poste d'ailier.

## Biographie
Travis Ismaiel est né au Cap, et suit sa scolarité à la Tygerberg High School (en), avec qui il joue au rugby. Après avoir terminé le lycée, il ne reçoit aucune offre de contrat de la part de l'équipe locale de la Western Province, mais il est repéré par la province des Blue Bulls. Il déménage alors à Pretoria en 2011, afin de rejoindre l'académie de cette équipe. Il termine sa formation avec cette équipe, jouant avec les catégories jeunes de la province,.
Il joue avec l'équipe d'Afrique du Sud des moins de 20 ans dans le cadre du championnat du monde junior 2012. Il ne joue qu'un seul match de poule contre le pays de Galles, et il est ensuite sacré champion du monde après la victoire de son équipe en finale contre la Nouvelle-Zélande,.
Travis Ismaiel fait ses débuts professionnels avec les Blue Bulls en 2013 lorsqu'il dispute la Vodacom Cup,. Plus tard la même année, il dispute pour la première fois la Currie Cup avec cette même équipe. Toujours en 2013, il dispute la Varsity Cup (en) (championnat universitaire sud-africain) avec l'équipe de l'université de Pretoria (les UP Tuks), après avoir disputé l'édition junior l'année précédente,.
Après de bonnes performances au niveau provincial, il est recruté par la franchise des Bulls pour disputer la saison 2014 de Super Rugby,. Devant une forte concurrence à son poste, avec la présence de Bjorn Basson, Akona Ndungane ou Francois Hougaard, il ne joue aucune rencontre lors de sa première saison,. Il joue son premier match la saison suivante, le 28 février 2015 contre les Sharks. Lors de sa première saison, il joue six matchs, dont deux titularisations. Il ne devient un titulaire régulier de cette équipe qu'à partir des saisons suivantes. 
Il joue avec l'équipe d'Afrique du Sud A en juin 2016, à l'occasion d'une série de deux rencontres contre les England Saxons. Titulaire lors du premier match, il est ensuite remplaçant pour le second.
Il est sélectionné pour la première fois avec les Springboks en avril 2018 par le sélectionneur Rassie Erasmus, profitant alors de nombreuses blessures à son poste. Il obtient sa première cape internationale le 2 juin 2018 à l’occasion d’un test-match contre l'équipe du pays de Galles à Washington DC. Il marque un essai à cette occasion.
Cependant en 2019, il ne joue aucune rencontre de Super Rugby, et doit se contenter de jouer en Rugby Challenge avec les Blue Bulls.
Afin de se relancer, il rejoint le club anglais des Harlequins en Premiership pour la saison 2019-2020,. Il joue sept rencontres avec le club londonien, dont deux en championnat, avant que la saison ne soit interrompue à cause de la pandémie de Covid-19.
Après cette saison en Angleterre, il est convaincu par fait son retour avec les Bulls en mai 2020, désormais entrainés par Jake White, pour disputer le Super Rugby Unlocked (en),. Au terme de la saison, il remporte le championnat avec son équipe, avant de disputer la Currie Cup avec les Blue Bulls. Il ne dispute qu'une seule rencontre de cette compétition, avant de blesser gravement à l'épaule. Ne parvenant pas à récupérer correctement de cette blessure, il est contraint d'annoncer la fin de sa carrière de joueur en juillet 2021, à l'âge de 29 ans.
Plus d'un an après l'annonce de sa fin de carrière, il reprend de façon surprenante sa carrière avec la sélection sud-africaine à sept,. Il joue son premier tournoi sur le circuit mondial en février 2023 à Los Angeles.

## Palmarès

### En club
- Vainqueur du Super Rugby Unlocked (en) en 2020 avec les Bulls.
- Vainqueur de la Currie Cup en 2020-2021 avec les Blue Bulls

## Statistiques
Travis Ismaiel compte 1 cape en équipe d'Afrique du Sud, dont une en tant que titulaire, le 2 juin 2018 contre l'équipe du pays de Galles à Washington DC. Il inscrit un essai (5 points).